# 魏兴政
魏兴政（1935年—），山东泰安人。中华人民共和国政治人物。
魏兴政早年在黑龙江省哈尔滨水泥厂小岭分厂担任采石工人，此后因被评选为全国劳动模范而进入政界，1973年，担任新明矿指挥部副总指挥。随后担任第四届全国人大代表，中国共产党第十一届中央委员会候补委员。